# Hoyt Richards
Hoyt Richards, all'anagrafe John Richards Hoyt (Syracuse, 10 aprile 1962), è un supermodello e attore statunitense, primo uomo a raggiungere lo status di supermodel.

## Biografia
Nato nello stato di New York cresce nei pressi di Filadelfia, uno di sei figli, durante gli studi si distingue nelle attività sportive, come il football. Nel 1985 si laurea in economia presso l'Università di Princeton.
Terminati gli studi avrebbe voluto diventare uno sportivo professionista, ma durante un viaggio a New York, fu notato da un agente della Ford Models, da quel momento inizia una prolifica attività di modello per moda e pubblicità, diventa tra gli anni ottanta e anni novanta uno dei modelli più richiesti e diviene il primo uomo a raggiungere lo status di supermodel.
Nella sua carriera di modello, durata oltre quindici anni, Richards ha lavorato per le più note firme della moda, come Gianni Versace, Valentino, Gianfranco Ferré, Ralph Lauren, Burberry e Donna Karan, il suo volto è apparso su centinaia di campagne pubblicitarie, fotografato da Bruce Weber, Richard Avedon, Helmut Newton, Steven Meisel e molti altri.
Terminata la sua carriera di modello, inizia a lavorare come attore, debuttando con un piccolo ruolo nella commedia Sei giorni, sette notti, successivamente appare in svariate produzioni indipendenti e televisive.
Dal 2005 è sposato con l'attrice Amy Lindsay.

## Agenzie
- Ford Models
- Locke Management